# René Bernard (maire de Nantes)
Pour les articles homonymes, voir Bernard et René Bernard (homonymie).
René Bernard, sieur de la Turmelière, fut lieutenant général de Nantes et maire de Nantes de 1633 à 1634.

## Biographie
Il est le fils de Pierre Bernard et le petit-fils de Charles Harouys. Il épouse  Anne Buor, veuve de Parmenas de La Poëze
Conseiller du roi, alloué de Nantes, lieutenant général au présidial, il devient maire de Nantes en 1633.